# 高木重朗
高木 重朗（たかぎ しげお、1930年8月8日 - 1991年1月7日）は、日本の奇術研究家・アマチュアマジシャン。東京生まれ。

## 概要
1935年頃、新橋演舞場で松旭斎天勝のイリュージョン（人体浮揚や美女の胴体切り）を見て奇術に興味を持つようになった。1952年、慶応義塾大学経済学部卒業、1954年、慶応義塾大学法学部卒業。
衆院事務局参事を経て、国立国会図書館参考書誌部索引課主査。1986年4月退官。 
1950年代～1960年代ごろ、日本国外の奇術の書籍・雑誌があまり日本に流通していなかったころから、日本国外の専門書の翻訳や解説書の執筆を精力的に行って日本の奇術界に貢献した。特に専門季刊雑誌『奇術研究』を通じてのクロースアップ・マジックの紹介は、当時の日本では非常に貴重なものだった。
日本奇術連盟副会長をつとめたほか、日本催眠学会理事（後副会長）なども経験している。日本推理作家協会会員。
緒方奇術賞を受賞。1985年にアメリカのアカデミー・オブ・マジックのスペシャル・フェローシップを受賞している。
1991年1月7日に心不全で死去した。

## 主な著作
奇術に関するものが多いがパズルやゲームについての著作もあり、総数は80を越えるとされる。
- 『カードマジック事典』　東京堂出版、1983年。
- 『魔法の心理学』　講談社、1985年。
- 『トリックの心理学』　講談社、1986年。
- 『コインマジック事典』（二川滋夫との共著）　東京堂出版、1986年。
- 『カードマジック入門事典』（麦谷眞里との共著）　東京堂出版、1987年。
- 『奇術入門シリーズ　カードマジック』　東京堂出版、1987年。
- 『奇術入門シリーズ　ロープマジック』　東京堂出版、1987年。
- 『大魔術の歴史』　講談社、1988年。
- 『トランプの不思議　復刻版　現代カード奇術入門』　東京堂出版 、2011年。
- 『カードマジック事典　新装版』（1983年刊行の 『カードマジック事典』 の新装版）　東京堂出版、2016年。
- 『コインマジック事典　新装版』（1986年刊行の 『コインマジック事典』 の新装版）　東京堂出版、2017年。

また占いに関する著書として以下のものがある。
- 『皇帝占運術入門』　ゴマブックス、1979年。